# Neolaxta mackerrasae
Neolaxta mackerrasae är en kackerlacksart som beskrevs av Roth, L. M. 1987. Neolaxta mackerrasae ingår i släktet Neolaxta och familjen jättekackerlackor. Inga underarter finns listade i Catalogue of Life.